# Holonothrus artus
Holonothrus artus är en kvalsterart som beskrevs av Ziemowit Olszanowski 1999. Holonothrus artus ingår i släktet Holonothrus och familjen Crotoniidae. Inga underarter finns listade i Catalogue of Life.